# Dow (Kalifornia)
Dow – obszar niemunicypalny w Kern County, w Kalifornii (Stany Zjednoczone), na wysokości 130 m.